# Nycticorax megacephalus
Nycticorax megacephalus е изчезнал вид птица от семейство Чаплови (Ardeidae). Обитавал е Мавриций.

## Разпространение
Видът е разпространен в Мавриций.